# سید علی میرافضلی
سید علی میرافضلی (زادهٔ ۱۳۴۸ خورشیدی در رفسنجان) شاعر، پژوهشگر ادبیات و طنزنویس ایرانی است.

## زندگی‌نامه
سید علی میرافضلی در سال ۱۳۴۸، در رفسنجان به دنیا آمد. وی دانش‌آموخته رشته زبان و ادبیات فارسی از دانشگاه تهران است (۱۳۷۳) و از شاعران برجسته شعر کوتاه به‌شمار می‌رود. میرافضلی پدیدآورنده شانزده کتاب و یکصد مقاله ادبی است که بیشترین پژوهش‌هایش را در زمینه رباعی و شعر کوتاه انجام داده و در حوزه تصحیح دیوان شاعران قدیمی نیز فعالیت داشته‌است.

## شعرها
اشعار میرافضلی از سال ۱۳۶۵ در مطبوعات به چاپ رسیده و اولین مجموعه شعر او با نام «تقویم برگ‌های خزان» در سال ۱۳۷۳ منتشر شد که در بردارنده غزل‌ها، شعرهای نیمایی و اشعار کوتاه او بود. مجموعه‌ای از شعرهای کوتاه او با عنوان «گنجشک ناتمام» در سال ۱۳۸۳ منتشر شد که جایزه کتاب سال کرمان را در رشته شعر از آن خود کرد. مجموعه «دارم به ساعت مچی‌ام فکر می‌کنم» (تهران، ۱۳۸۶) در بردارنده اشعار نیمایی و تعدادی از غزل‌هایش می‌باشد. منتخب دیگری از شعرهای او در کتابی به نام «تمام ناتمامی‌ها» (تهران، ۱۳۸۷) تا کنون سه نوبت تجدید چاپ شده‌است. همچنین کتاب «خواب گنجشک‌ها» در بردارنده شعرهای نیمایی وی و کتاب «آهسته خوانی» نشر نون شامل شعرهای کوتاه چند سال اخیرش است.

## پژوهش‌ها

### رباعی پژوهی
وی از پژوهشگرانی است که در زمینه رباعی و رباعی سرایان تحقیقات گسترده و مفیدی انجام داده که دو کتاب «رباعیات خیام در منابع کهن» و «در آستانه تازه شدن» از مهم‌ترین کتاب‌هایش در این زمینه می‌باشند. وی هچنین مقاله‌هایی را پیرامون شیوه رباعی سرایی شاعرانی همچون: اوحدالدین کرمانی، سنایی غزنوی، قاضی نظام الدین اصفهانی، ابوسعید ابوالخیر، زکی مراغی، مجد همگر و جلیل صفربیگی در نشریه‌های: نامه بهارستان، گزارش میراث، ادبیات و زبانها آینه میراث و نشر دانش منتشر کرده‌است.
بیشترین تمرکز وی در زمینه رباعی پژوهی معطوف به خیام بوده به‌طوریکه کتاب «رباعیات خیام در منابع کهن، پژوهش ارزنده‌ای در شناخت منابع قدیمی رباعیات منسوب به خیام است که به معرفی ۲۸ کتاب خطی و چاپی از سده‌های ششم تا اوایل قرن نهم هجری می‌پردازد. در هر بخش کتاب، ابتدا منبع مورد نظر به‌طور کامل معرفی شده و در مورد پیشینه پژوهش‌های صورت گرفته در مورد آن سخن رفته و سپس رباعی یا رباعیات خیام موجود در آن از روی دقیق‌ترین و کهن‌ترین نسخه‌ها نقل شده‌است. همچنین کتاب «در آستانه تازه شدن» نیز رباعی‌های سی تن از شاعران معاصر را ارزیابی کرده‌است.
کتاب «گوشه تماشا» از دیگر پژوهش‌های میرافضلی در حوزه رباعی است که به بررسی جریان رباعی معاصر فارسی از نیما یوشیج تا دهه هشتاد شمسی اختصاص دارد (تهران، ۱۳۸۳). کتاب «در آستانه تازه شدن» گزیده دیگری از رباعیات سی سال اخیر است که تحولات رباعی در دهه هشتاد خورشیدی را نیز انعکاس داده‌است. «رباعیات فکری مشهدی» تصحیح رباعیات سید محمد جامه‌باف متخلص به فکری مشهدی و معروف به «میر رباعی» (متوفی ۹۷۳ ق) است و در آن ۳۵۲ رباعی این شاعر رباعی‌سرای قرن دهم هجری بر مبنای چهار دستنویس تصحیح و تنقیح و ارائه شده‌است.

## تصحیح شعر
«شاعران قدیم کرمان
» اثر دیگر وی می‌باشد که به معرفی و نقل شعرهای ۲۶ شاعر قدیمی کرمان در فاصله قرن ششم تا هشتم هجری می‌پردازد (تهران، ۱۳۸۶).
«دیوان حیدر شیرازی» (تهران، ۱۳۸۳) نیز دربردارنده اشعار شاعری گمنام به نام حیدر بقال شیرازی است که هم عصر و همشهری حافظ بوده و نسخه‌ای منحصر از دیوان او در کتابخانه موزه بریتانیا نگهداری می‌شود.
«مونس الاحباب» مجموعه رباعیات خواجه شهاب الدین عبدالله مروارید کرمانی (متخلص به بیانی) است که در ربع اول قرن نهم هجری در هرات فراهم آمده و بر مبنای چهار دستنویس تصحیح و منتشر شده‌است. این کتاب، پیوستی نیز دارد که در آن اشعار پراکنده بیانی کرمانی از منابع مختلف خطی و چاپی گرد آمده‌است.

## بزرگداشت
در مراسمی که در شهر کرمان و در اسفند ماه ۱۳۹۱ برگزار شد به پاس فعالیت‌های ادبی و تأثیرگذاری اش در زمینه فرهنگ و ادب فارسی از وی تجلیل شد.

## آثار
- تقویم برگ‌های خزان. مجموعه شعر، تهران، نشر زلال، ۱۳۷۳
- رباعیات خیام در منابع کهن. تهران، مرکز نشر دانشگاهی، ۱۳۸۲
- گنجشک ناتمام. گزیده شعرهای کوتاه، تهران، نشر همسایه، ۱۳۸۳
- دیوان حیدر شیرازی. تصحیح و توضیح، تهران، نشر کازرونیه، ۱۳۸۳
- گوشه تماشا: رباعی از نیما تا امروز. تهران، نشر کازرونیه، ۱۳۸۳
- دارم به ساعت مچی‌ام فکر می‌کنم. مجموعه شعر، تهران، نشر نزدیک، ۱۳۸۶
- شاعران قدیم کرمان. تهران، نشر کازرونیه، ۱۳۸۶
- تمام ناتمامی‌ها. گزیده اشعار، تهران، نشر تکا، ۱۳۸۶
- رباعیات فکری مشهدی. تصحیح و توضیح، تهران، کتابخانه مجلس شورای اسلامی، ۱۳۸۹
- خواب گنجشک‌ها. مجموعه شعرهای نیمایی، تهران، انجمن شاعران ایران، ۱۳۸۹
- مونس الاحباب. خواجه عبدالله مروارید کرمانی، تصحیح و توضیح، تهران، کتابخانه مجلس شورای اسلامی، ۱۳۹۰
- در آستانه تازه شدن. (۱۰۰ رباعی امروز)، مشهد، سپیده باوران، ۱۳۹۱
- هشت چارانه. (گزیده رباعی‌های جلیل صفربیگی)، مقدمه و انتخاب، تهران، فصل پنجم، ۱۳۹۱
- شش دفتر: محسن پزشکیان. مقدمه و ویرایش (با همکاری عمادالدین شیخ الحکمایی)، تهران، فرهنگستان زبان و ادب فارسی، ۱۳۹۱
- آهسته خوانی. مجموعه شعرهای کوتاه، نشر نون ۱۳۹۱
- به‌همین کوتاهی (از رباعی تا شعر کوتاه). مجموعه مقالات، نشر نون، ۱۳۹۱
- مرا می‌نویسی. مجموعه شعرهای کوتاه، نشر نون ۱۳۹۴